# Tweede Kamerverkiezingen 1994/Kandidatenlijst/VVD
De kandidatenlijst voor de Tweede Kamerverkiezingen 1994 van de VVD was als volgt:

## De lijst
- vet: verkozen
- schuin: voorkeurdrempel overschreden

1. Frits Bolkestein - 1.248.074 stemmen
2. Erica Terpstra - 311.284
3. Hans Dijkstal - 24.838
4. Annemarie Jorritsma-Lebbink - 35.215
5. Robin Linschoten - 60.730
6. Dick Dees - 4.557
7. Jan Franssen - 2.236
8. Rudolf de Korte - 7.311
9. Frans Weisglas - 5.418
10. Anne Lize van der Stoel - 8.943
11. Benk Korthals - 3.905
12. Johan Remkes - 3.457
13. Margreet Kamp - 2.063
14. Henk van Hoof - 925
15. Jan te Veldhuis - 1.665
16. Broos van Erp - 2.339
17. Piet Blauw - 10.137
18. Hella Voûte-Droste - 2.097
19. Henk Kamp - 1.931
20. Jos van Rey - 20.466
21. Enric Hessing - 678
22. Jan Dirk Blaauw - 2.391
23. Hans Hoogervorst - 366
24. Nellie Verbugt - 2.644
25. Sari van Heemskerck Pillis-Duvekot - 1.509
26. Oussama Cherribi - 857
27. Bibi de Vries - 1.440
28. Marijke Essers-Huiskamp - 1.230
29. Jan Rijpstra - 1.128
30. Clemens Cornielje - 1.547
31. Monique de Vries - 9.130
32. Jan Hendrik Klein Molekamp[1] - 1.185
33. Anke van Blerck-Woerdman[1] - 1.146
34. Theo van den Doel[1] - 586
35. Otto Vos[1] - 548
36. Willem Keur[1] - 376
37. Alexander Beels - 320
38. Pieter Hofstra[1] - 452
39. Ruud Luchtenveld[1] - 355

## Regionale kandidaten
De plaatsen 40 t/m 44 op de lijst waren per stel kieskringen verschillend ingevuld.

### Groningen, Leeuwarden, Assen, Zwolle, Den Bosch
1. Vincent Braam - 405
2. Hubert Coonen - 24
3. A.J. Kokshoorn - 34
4. Peter Sijmons - 58
5. Michiel Wigman - 406

### Lelystad, Nijmegen, Arnhem, Utrecht
1. Jan van Dijk - 66
2. Anton Kamp - 68
3. Johan Stevens - 38
4. Anne Marie Heij - 202
5. J. de Reus - 588

### Amsterdam, Haarlem, Den Helder, Den Haag
1. Anja Latenstein van Voorst-Woldringh - 93
2. H. Pluckel - 119
3. Roel Schrotenboer - 35
4. Hans Roefs - 81
5. Ria Tamis - 1.007

### Rotterdam, Dordrecht, Leiden, Middelburg, Tilburg, Maastricht
1. Wim Passtoors[1] - 137
2. Joop Boertjens - 74
3. Margo Toorop - 219
4. Theo Korthals Altes - 650
5. Hans Vrind - 1.169

CDA · PvdA · VVD · D66 · GroenLinks · SGP · GPV · RPF · Centrumdemocraten · De Nieuwe Partij · PSP'92 · SP · SAP · Natuurwetpartij · PMR · Unie 55+ · SBP · AOV · CP'86 · Libertarische Partij · De Groenen · Vrije Indische Partij · NCPN · ADP · Solidair '93 · Patriottisch Democratisch Appèl
1948 · 1952 · 1956 · 1959 · 1963 · 1967 · 1971 · 1972 · 1977 · 1981 · 1982 · 1986 · 1989 · 1994 · 1998 · 2002 · 2003 · 2006 · 2010 · 2012 · 2017 · 2021 · 2023